# Округ Сент Клер (Мичиген)
Округ Сент Клер (енгл. St. Clair County) је округ у америчкој савезној држави Мичиген.

## Демографија
По попису из 2010. године број становника је 163.040, што је 1.195 (-0,7%) становника мање него 2000. године.
| Група             | 2000.           | 2010.           |
| Белци             | 153.893 (93,7%) | 150.213 (92,1%) |
| Афроамериканци    | 3.451 (2,1%)    | 3.976 (2,4%)    |
| Азијати           | 650 (0,4%)      | 777 (0,5%)      |
| Хиспаноамериканци | 3.593 (2,2%)    | 4.708 (2,9%)    |
| Укупно            | 164.235         | 163.040         |